# Elena Nikolaidi
No confondre amb la mezzosoprano búlgara Elena Nicolai (1905-1993)
Elena Mellos Nikolaidi, també coneguda com a Elena Nikolaidi (grec: Έλενα Νικολαΐδη; Esmirna, Imperi Otomà, 15 de juny de 1909 – Santa Fe, Nou Mèxic, EUA, 14 de novembre de 2002) fou una famosa cantant d'òpera naturalitzada estatunidenca. Nikolaidi va cantar papers principals de mezzosoprano amb companyies d'òpera d'arreu el món i va fer nombrosos enregistraments sonors.
Algunes fonts donen com any de naixement de Nikolaidi el de 1906.

## Inicis i estudis musicals
Elena Nikolaidi va néixer a Esmirna, ciutat llavors de l'Imperi Otomà (actualment İzmir, Turquia). El 1922, després de la invasió de la ciutat d'Esmirna per part de l'exèrcit de Turquia, la família de Nikolaidi es va traslladar a Grècia. Allá Elena va estudiar cant, amb una beca, al Conservatori d'Atenes, amb Thanos Mellos i Argyro Gini. Va fer el seu debut amb orquestra a Atenes en una actuació dirigida per Dimitris Mitrópoulos. El seu debut escènic va tenir lloc el 1930 a l'estrena de l'òpera El pont fantasma (To stoicheiomeno gefyri, Το στοιχειωμένο γεφύρι) de Theófrastos Sakel·laridis.
El 1936 Elena Nikolaidi es va casar amb el baríton Thanos Mellos, que era el seu professor de cant. Llavors, malgrat que legalment va passar a ser Elena Mellos, va mantenir com a nom artístic el d'Elena Nikolaidi.

## Carrera
El 1936 Nikolaidi va viatjar a Viena per a competir en el concurs de cant Belvedere. Va obtenir una quarta posició, però va aconseguir una audició amb el director Bruno Walter. El resultat d'aquesta audició li va possibilitar el seu debut amb l'Òpera de l'Estat de Viena en el paper de la Princesa Eboli de l'òpera Don Carlos de Verdi el 16 de desembre de 1936.
El 1948 Nikolaidi es va traslladar als Estats Units d'Amèrica amb el seu marit i el seu fill Michael. Va fer el seu debut, no operístic, al Town Hall de la ciutat de Nova York el gener de 1949.
Va fer el seu debut operístic als Estats Units fent el paper d'Amneris d'Aida de Verdi amb l'Òpera de San Francisco, acompanyada en el paper principal per la soprano italiana Renata Tebaldi i el tenor, també italià, Mario del Monaco. Va repetir el paper al seu debut al Metropolitan Opera (MET) de Nova York el 1951, acompanyada en aquest cas per George London, qui també debutava aquell dia al MET. Va actuar un total de disset vegades al MET. A començament de la dècada del 1960 es va retirar de l'òpera escènica, però va continuar oferint concerts extensament alguns anys més.

## Professora de cant
A començament de 1960 Nikolaidi va acceptar una plaça a la facultat de cant de la Florida State University, a Tallahassee. Va fer el concert de comiat a Tallahassee el maig de 1977 i el setembre de 1977 va anar a viure a Houston a l'estat de Texas, on va treballar com a professora de cant del recent creat Houston Opera Studio, amb un programa de formació d'artistes joves que en aquell temps representava un projecte comú amb la Houston Grand Opera i la Universitat de Houston. També va tenir com a alumnes un reduït grup d'estudiants universitaris que no eren al programa de l'HOS.

## Mort
Elena Nikolaidi es va retirar de l'ensenyament el 1994 i es va traslladar a viure a Santa Fe, Nou Mèxic, on va morir el 2002.

## Enregistraments (selecció)
- Legendary Voices (CD, Preiser Records; editat també amb el títol en alemany Lebendige Vergangenheit per Albany Music Distribution). Nikolaidi amb l'Orquestra Simfònica de Colúmbia, Orquestra Simfònica de Viena, Orquestra Filharmònica de Nova York i el pianista Jan Behr, amb obres de Rossini, Verdi, Bizet, Weber, Richard Strauss, Mozart, Haydn, Schubert, Schumann, i Brahms. Enregistraments dels anys 1943, 1949, 1950; publicat el 2003.
- Elena Nikolaidi: In Recital (DVD, Video Artists Internacional). Nikolaidi amb Guy Bourassa, piano, interpretant música de Gluck, Wolf, Canteloube i cançons gregues tradicionals. Enregistrat el 1961; publicat el 2005.
- Un enregistrament de Das Lied von der Erde de Mahler, enregistrat en directe el 1953 amb Bruno Walter i l'Orquestra Filharmònica de Nova York i publicar en un CD Archipel el 1997 i 2003. Algunes fonts adjudiquen aquest enregistrament a la mezzosoprano búlgara Elena Nicolai, de manera probablement errònia.